# Fractura de astrágalo
La  fracturas de astrágalo es un tipo de fractura ósea en la que existe una solución de continuidad o línea de fractura en el hueso astrágalo, situado en el pie. Es una lesión poco frecuente.

## Etiología
Generalmente está provocada por un traumatismo violento que indirectamente provoca hiperflexión dorsal del pie lo que ocasiona un impacto entre el borde anterior de la tibia y el cuello del astrágalo. Muchos casos son como consecuencia de accidente de tráfico o deportivo.

## Epidemiología y clasificación

Representación animada del pie izquierdo en la que se ve el astrágalo en color rojo

El 50% de las fracturas de astrágalo afectan a la región del cuello de este hueso, el 40% al cuerpo y menos del 10% a la cabeza. Pueden ser fracturas simples sin desplazamiento de los fragmentos o existir desplazamiento con subluxación del cuerpo del astrágalo o su salida completa de la mortaja maleolar del tobillo.
Representan el 6% de las fracturas que afectan al pie y alrededor del 1% del total de fracturas, por lo que se considera una lesión poco frecuente. Es habitual que se asocien a fracturas de los maléolos de la tibia, el calcáneo y los huesos metatarsianos.

## Sintomatología
Al ser consecuencia de un traumatismo intenso, el pie suele encontrarse hinchado, adoptar un tono violáceo por la equimosis y presentar dolor importante que aumenta tanto para los movimientos de flexión y extensión como con los de pronación y supinación. Es habitual la existencia de deformidad, sobre todo cuando los fragmentos óseos están desplazados.

## Diagnóstico
La fractura se sospecha por los síntomas y se confirma mediante radiografía que muestran la existencia de una línea de fractura en el cuello o cuerpo del astrágalo y permite valorar el desplazamiento de los fragmentos.

## Tratamiento
Casi siempre es preciso realizar una reducción quirúrgica para colocar los fragmentos óseos en su posición anatómica, generalmente se realiza osteosíntesis. Posteriormente se recomiendo un periodo de inmovilización largo de alrededor de 90 días para evitar la aparición de complicaciones.

## Complicaciones
La principal complicación es la necrosis avascular del cuerpo del astrágalo que puede tener importantes consecuencias y retrasar la curación completa o dejar secuelas permanentes.